# Raindance
Raindance is het vierde studioalbum van de Britse muziekgroep Gryphon.
Het album dat in de periode juni-juli 1975 in Sawmills Studio in Cornwall werd opgenomen is een overgangsalbum in het bescheiden oeuvre van de band. Het is een schakel tussen de folkrock met middeleeuwse klanken en ritmen richting progressieve rock. Dit werd mede vormgegeven doordat Oberlé zich meer ging richten op de zang, dan op het slagwerk. De recensies waren dan ook wisselend, de meesten vonden het minder goed dan de voorganger. 
Het elpee werd in een hoes gestoken van Tony Wright gebruik makend van het Droste-effect. De hoofdpersoon op zowel voor- als achterkant luistert naar muziek van de elpee, terwijl de platenhoes tegen het tafeltje staat, etc.

## Musici
- Malcom Bennett – basgitaar, dwarsfluit, esoterische zang (Cambrioleur)
- Brian Gulland – fagot, achterzang, zang (Fontinental version)
- Richard Harvey – toetsinstrumenten, glockenspiel, blokfluit, kromhoorn, fluitjes, klarinet (Cambrioleur)
- David Oberlé – drumstel, percussie, zang (Mother Nature’s son, Don’t say go en Fontinental version)
- Graeme Taylor – gitaren, achtergrondzang

## Muziek
| Nr. | Titel                                                 | Duur   |
| --- | ----------------------------------------------------- | ------ |
| 1.  | Down the dog (Harvey)                                 | 2:44   |
| 2.  | Raindance (Harvey)                                    | 5:37   |
| 3.  | Mother Nature's son (John Lennon, Paul McCartney)     | 3:08   |
| 4.  | Le cambrioleur est dans le mouchoir (Taylor, Bennett) | 2:14   |
| 5.  | Ormolu (Harvey)                                       | 1:00   |
| 6.  | Fontinental version (5:36)                            | Taylor |
| 7.  | Wallbanger (Harvey)                                   | 3:33   |
| 8.  | Don’t say go (Taylor)                                 | 1:48   |
| 9.  | (Ein Klein) Heldenleben (Harvey)                      | 16:03  |

Wallbanger werd al opgenomen in oktober 1974 in de Manor Mobile Studio. Het instrumentale Heldenleben is als lange track de blikvanger van het album. Het ademt de stijl van de lange nummers van Yes met verschuivende stemmingen en ritmes. Raindance is opgebouwd als new-agemuziek, voordat die stroming als zodanig die naam kreeg. 

## Nasleep
Bennett en Taylor splitsten zich af en startten Precious Little.
Het album van deze obscure band werd diverse malen opnieuw uitgegeven. Een eerste compact disc-versie kwam in 1992 alleen in Japan uit. In 2018 gaf Esoteric Recordings, geheel gewijd aan retro-uitgaven, onder de titel Raindance het volledig oeuvre van Gryphon onder Transatlantic opnieuw uit.